# NGC 399
NGC 399 est une galaxie lenticulaire située dans la constellation des Poissons. Sa vitesse par rapport au fond diffus cosmologique est de 4 872 ± 29 km/s, ce qui correspond à une distance de Hubble de 71,9 ± 5,1 Mpc (∼235 millions d'al). Elle a été découverte par l'astronome irlandais Lawrence Parsons en 1874.

## Caractéristiques
Sa vitesse par rapport au fond diffus cosmologique est de 4 872 ± 29 km/s, ce qui correspond à une distance de Hubble de 71,9 ± 5,1 Mpc (∼235 millions d'al).

## Morphologie
La galaxie NGC 399 est entourée d'un disque et elle est traversée par une barre, comme on peut le voir sur l'image de l'étude SDSS. Plusieurs sources indiquent que cette galaxie est une spirale, mais aucun bras spiral n'est visible sur l'image de l'étude SDSS. Aussi, la classification de galaxie lenticulaire par le professeur Seligman semble plus appropriée. La classe de luminosité de NGC 399 est I.

## Groupe de NGC 452
NGC 399 fait partie du groupe de NGC 452 dont les membres sont indiqués dans des articles d'Abraham Mahtessian paru en 1998 et de A.M Garcia paru en 1993. Ce groupe compte plus d'une vingtaine de galaxies.